# 大籽当药
巒大當藥（学名：Swertia macrosperma），又名大籽當藥、苦草、大籽獐牙菜，为龙胆科当药属下的一个种。

## 扩展阅读
- 維基物種上的相關：大籽当药